# آلی مکویست
آلی مکویست (انگلیسی: Ally McCoist؛ زادهٔ ۲۴ سپتامبر ۱۹۶۲) یک بازیکن فوتبال در پست مهاجم اهل اسکاتلند است.
او در فیلم شوت به افتخار بازی کرده است.

## باشگاهی
از باشگاه‌هایی که در آن بازی کرده‌است می‌توان به باشگاه فوتبال رنجرز، باشگاه فوتبال ساندرلند، و باشگاه فوتبال کیلمارنوک اشاره کرد.

## تیم ملی
وی همچنین در تیم ملی فوتبال اسکاتلند بازی کرده است.